# Johanna Jacoba van Beaumont
Johanna Jacoba van Beaumont, née vers 1752 à Sluis et morte le 17 octobre 1827 à Bergen op Zoom, est une journaliste, féministe et éditrice néerlandaise politiquement active.

## Biographie
Elle fait partie des démocrates radicaux qui sont actifs dans le journal radical  Nationaale Bataafsche Courant après la révolution batave de 1795. En 1797, elle dresse une liste de noms qu'elle présente au parlement national en faveur d'une constitution radicalement démocratique dans laquelle elle suggère que les femmes devraient être prêtes à se battre jusqu'à la mort pour un système démocratiquement centralisé. Elle signe sous le nom de "Catharina" ce qui conduit à l'arrestation de sa collègue [Catharina Heybeek] en 1798 pour incitation à la place de Johanna.